# Rayvon
Rayvon, nome artístico de Bruce Alexander Michael Brewster, é um cantor de reggae barbadiano conhecido por seu trabalho com o cantor Shaggy. Entre os hits gravados com Shaggy estão "Big Up" (1992), "In the Summertime" (1995) e "Angel" (2001).

## Discografia

### Álbuns de estúdio
- 1997 - Hear My Cry - produzido por Sting International e Funk Master Flex
- 2002 - My Bad

### Singles
- 1992 - "Big Up" (Shaggy feat. Rayvon)
- 1994 - "No Guns, No Murder"
- 1995 - "In the Summertime" (Shaggy feat. Rayvon)
- 2001 - "Angel" (Shaggy feat. Rayvon)
- 2002 - "2-Way"
- 2007 - "Out of Control" (Shaggy feat. Rayvon)